# Esbjörn Jorsäter
Carl Esbjörn Jorsäter, född 30 mars 1961, är en svensk tecknare och författare. Han skriver böcker om hur man lär sig att teckna.